# クリス・アルギエリ
クリス・アルギエリ（Chris Algieri、クリス・アルジェリとも表記される、1989年5月10日 - ）は、アメリカ合衆国の男性プロボクサー。元キックボクサー。ニューヨーク州ハンティントン出身。元WBO世界スーパーライト級王者。長いリーチを生かしたジャブとフットワークを使うアウトボクサー。独身で、両親の家の地下に居候している。元キックボクシング王者のティム・レーンがキックボクシング時代からトレーナーを務めていたが現在はジョン・デビッド・ジャクソンが務めている。

## 経歴
父親はイタリア人で母親はアルゼンチン人。アルジェリは現在も臨床栄養師として働いている。ボクサーとしてはめずらしく高学歴で、2007年に健康科学でニューヨーク州立大学ストーニーブルック校を卒業、2010年に栄養学でニューヨーク工科大学の修士号を取得しており、ボクシング引退後には医学大学へ通い医者になることを希望している。
格闘技の経歴は中国拳法を10歳で始めて、16歳でアマチュアキックボクシングを始める。私立高校時代にはレスリングを始めてチームのキャプテンを務め、州大会で準々決勝に進出したのが最高成績。大学時代はアマチュアキックボクシングでタイトルを獲得した後に、19歳でプロキックボクシングへ転向。21歳でWKA世界スーパーウェルター級王座を獲得。2007年10月26日に、23歳でISKA世界ウェルター級王座を獲得後、プロボクシングへ転向した。

### プロボクサー時代
2008年4月3日、24歳でブルックリンでボクシングデビューを果たし3回1分54秒TKO勝ちでデビューを飾った。
2014年6月14日、ニューヨークのバークレイズ・センターでWBO世界スーパーライト級王者ルスラン・プロボドニコフに挑戦。初回に2度ダウンを奪われるも、その後はアウトボクシングでプロボドニコフの追撃をいなして、番狂わせとなる12回2-1(2者が114-112、109-117）の判定勝ちを収め王座獲得に成功した。アルギエリは、この試合まで受け取ったファイトマネーの最高額が15,000ドルだったが、この試合で10万ドルを受け取り、奨学金と借金を完済する事が出来た。
2014年11月23日、マカオにあるザ・ベネチアン・マカオ内コタイ・アリーナで、1階級上のWBO世界ウェルター級王者マニー・パッキャオと、ウェルター級の規定体重である147ポンド（66.67キロ）ではなく144ポンド（65.32キロ）のキャッチウェイトで対戦した。前日計量でアルギエリが0.4ポンドの体重超過となる144.4ポンドを計測するも、1時間後の再計量では143.6ポンドを計測し計量をパスしたが、試合前にアルギエリはWBO世界スーパーライト級王座を剥奪された。試合は2度のスリップ気味のダウンも含めて合計6度のダウンを奪われ、12回0-3（2者が103-119、102-120）の判定負けを喫し2階級制覇に失敗した。アルギエリはこの試合でファイトマネー167万ドルを受け取った。
2015年5月29日、バークレイズ・センターで元WBA・IBF世界スーパーライト級スーパー王者でWBC世界ウェルター級シルバー王者のアミール・カーンと対戦し、12回0-3（113-115、2者が111-117）の判定負けを喫し王座獲得に失敗した。この試合からトレーナーをジョン・デビッド・ジャクソンに変更した。
2015年12月5日、バークレイズ・センターで本格的なウェルター級進出戦でエリック・ボーンと対戦し、8回にダウンを奪い3-0（2者が97-95、95-94）の判定で勝利し3連敗を免れた。
2016年4月16日、バークレイズ・センターでIBF世界ウェルター級3位のエロール・スペンス・ジュニアと対戦し、4回に1度、5回に2度ダウンを奪われ3回目のダウンを喫したところでレフェリーがストップ。プロ初のKO負けとなる5回48秒TKO負けを喫した。アルギエリは32万5千ドル（約3千5百万円）、スペンスは22万5千ドル（約2千5百万円）のファイトマネーを稼いだ。
2018年11月30日、約2年7か月ぶりに試合を行い、アンヘル・エルナンデスに10回判定勝ち。
2021年8月3日、約2年2か月ぶりに試合を行い、ミッケル・ラピエールに10回判定勝ち。
2021年12月11日、イギリスのリバプールにてWBAコンチネンタルウェルター級王者コナー・ベンと対戦し、4回TKO負けを喫した。

## 獲得タイトル
- WBO世界スーパーライト級王座（防衛0＝剥奪）